# Seitan
Seitan (jap. セイタン) – wysokobiałkowy, wegański produkt spożywczy otrzymywany z glutenu pszennego, substytut mięsa.

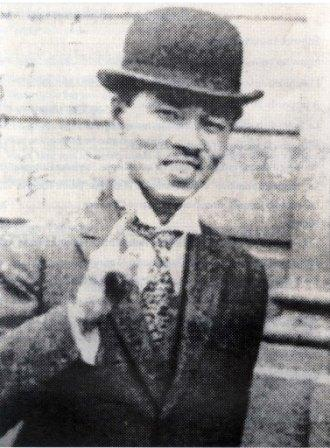
Ohsawa w Paryżu, 1920 r.

Seitan jest otrzymywany przez wypłukanie skrobi z mąki pszennej. Składa się prawie wyłącznie z białka, głównie glutenu. Stanowi substytut mięsa wykorzystywany w kuchniach dalekowschodnich i wegetariańskich.

## Wyjaśnienie nazwy
Słowo seitan zostało stworzone przez George'a Ohsawę (1893–1966, właśc. Yukikazu Sakurazawa), japońskiego twórcę diety i filozofii makrobiotycznej. Promował on orientalną koncepcję zdrowia dla mieszkańców Zachodu w połowie XX wieku.
Słowo seitan jest używane poza Japonią. Po japońsku używa się nazwy グルテン・ミート guruten-mīto, mięso glutenowe. 

## Galeria

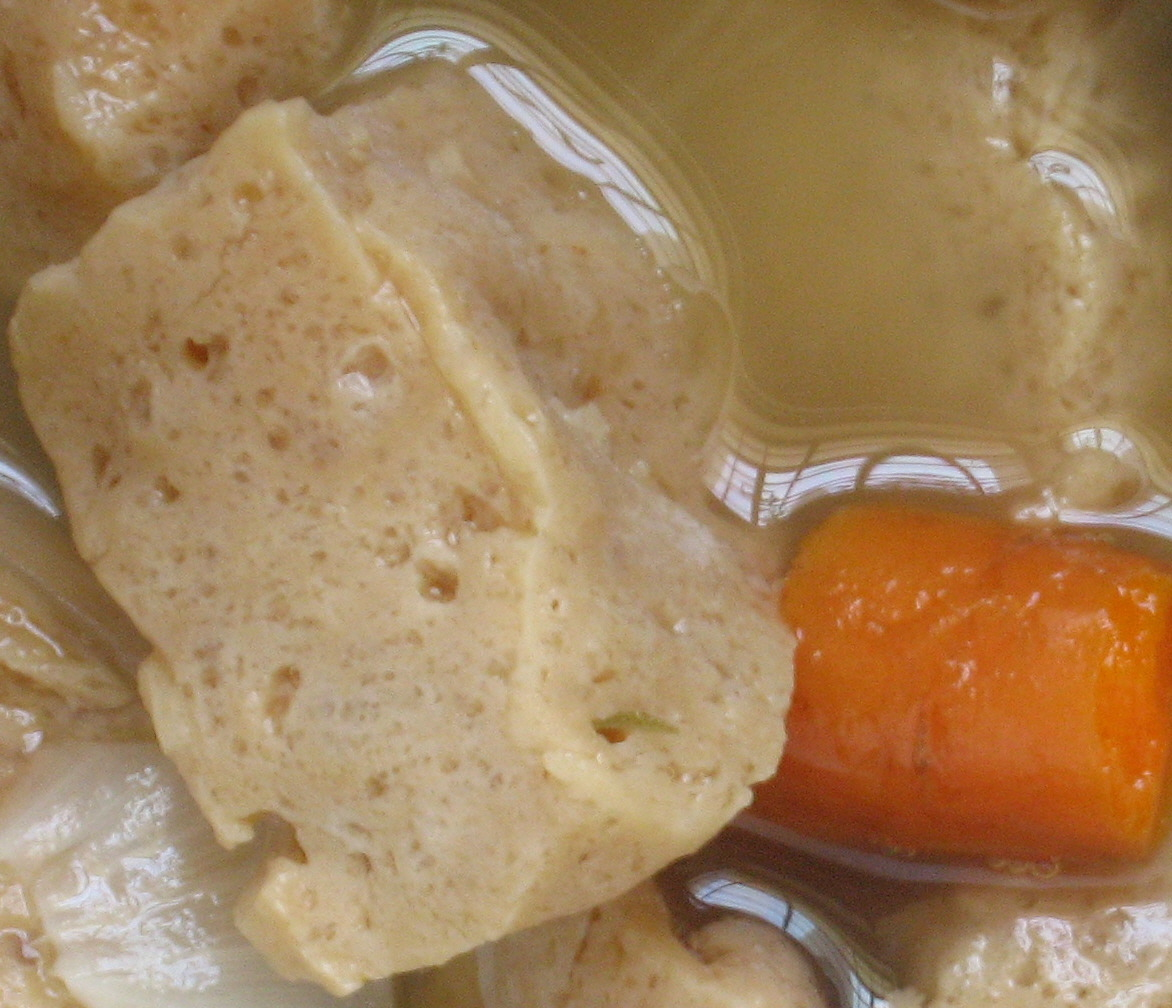
Seitan
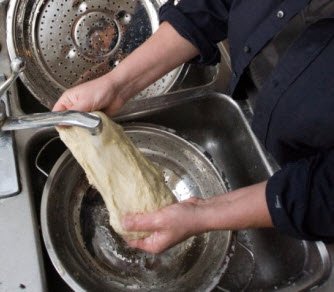
Sporządzanie seitanu
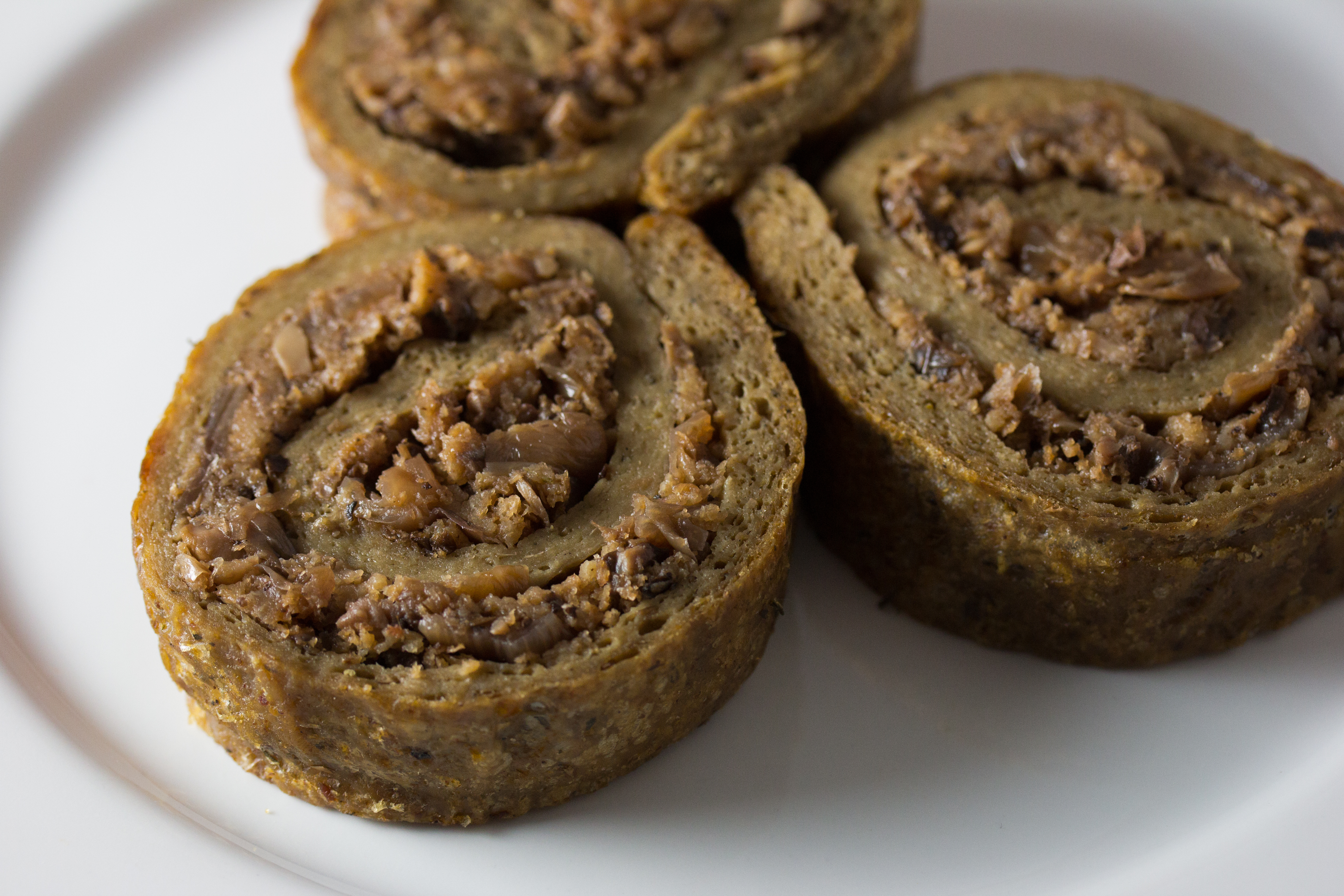
Rolada seitan
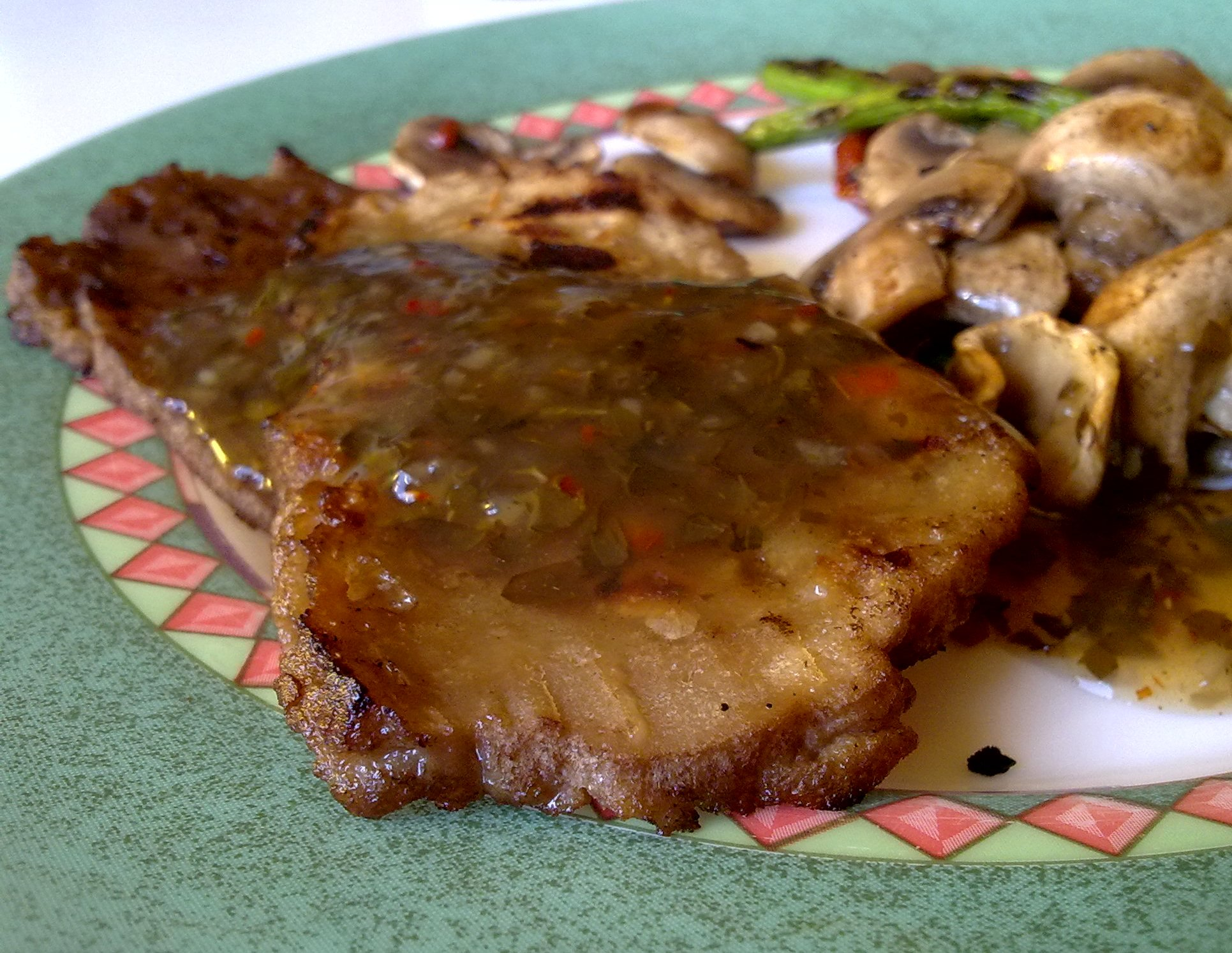
Seitan z grilla z sosem chimichurri